# Lihula
Lihula (em estoniano:  Lihula vald) é um município rural estoniano localizado na região de Läänemaa.